# إميري كاتو
إميري كاتو (加藤英美里 كاتو إميري) هي مؤدية أصوات يابانية ومغنية ولدت في 26 نوفمبر 1983م.

## أدوارها في الأنمي

### مسلسلات أنمي تلفزيونية
- باكيمونوغاتاري - مايوي هاتشيكوجي [4]
- نيسيمونوغاتاري - مايوي هاتشيكوجي
- سلسلة مونوغاتاري الموسم الثاني - مايوي هاتشيكوجي
- Angel Beats! - سيكيني
- الخادم الأسود - ميلين
- الخادم الأسود 2 - ميلين
- الخادم الأسود Book of Circus - ميلين
- النجم المحظوظ - كاغامي هيراغي
- داركر ذان بلاك: المقاول الأسود - كيكو كايانوما
- داركر ذان بلاك: جوزاء النيزك - كيكو كايانوما
- سول إيتر - بلير
- الغبي والاختبار والوحش المستدعى - هيديوشي كينوشيتا, يوكو كينوشيتا
- الغبي والاختبار والوحش المستدعى اثنان! - هيديوشي كينوشيتا, يوكو كينوشيتا
- NEEDLESS - ديسك
- فتاة التخاطر ران - ران إيسوزاكي
- اختطاف الذئب - إيسوزو تسوموهانا
- ستار درايفر - روري ماكينا
- المعركة الحديدية بي بليد - ربيع
- باكومان - إيمي (الأرضين)
- رغم كل ذلك، البلدة تدور - إيري إيسيزاكي
- الفتاة الساحرة مادوكا ماجيكا - كيوبي
- فتاة الأمواج و فتى الشباب - ريوكو ميفوني
- ماريا هوليك ألايف - ميكي مياماي
- أن-غو - كومي تسونيمي
- بن تو - أيامي شاغا/سيدة البحيرة
- ميداكا بوكس - هانسودي شيرانوي [5]
- ميداكا بوكس أبنورمال - هانسودي شيرانوي
- تسوريتاما - كوكو
- لوغ هورايزون - أكاتسكي
- هاماتورا - هاجيمي
- رد:_هاماتورا - هاجيمي
- طموحات أودا نوبونا - أودا نوبوكاتسو/تسودا نوبوسومي
- سيتوكاي ياكويندومو - كايدي إيغاراشي
- سيتوكاي ياكويندومو * - كايدي إيغاراشي
- معارك القوى الغريبة في حياتنا اليومية - مادوكا كوكي
- ويك أب, جيرلز! - ماي كوندو
- عشيقة (مؤقتة) - رينو سوزوكاوا
- شفارتزيس ماركن - فام تي-رانغ
- أوفرلورد - أورا بيلا فيورا
- أوفرلورد II - أورا بيلا فيورا
- سيراف النهاية: معركة ناغويا - يايوي إندو
- فيت/كاليد لاينر بريزما إليا - تاتسكو غاكومازاوا
- فيت/كاليد لاينر بريزما إليا زفاي! - تاتسكو غاكومازاوا
- فيت/كاليد لاينر بريزما إليا زفاي هيرتز! - تاتسكو غاكومازاوا
- فيت/كاليد لاينر بريزما إليا دراي!! - تاتسكو غاكومازاوا
- فيت/أبوكريفا - روشي فرين يغدميلينيا
- خادمة الآنسة كوباياشي تنين - ريكو سايكاوا

### أوفا أنمي
- الغبي و الاختبار و الوحش المستدعى: مهرجان - هيديوشي كينوشيتا, يوكو كينوشيتا

### أفلام أنمي
- سلسلة أفلام الفتاة الساحرة مادوكا ماجيكا
  - الفتاة الساحرة مادوكا ماجيكا: البداية - كيوبي
  - الفتاة الساحرة مادوكا ماجيكا: الأبدية - كيوبي
- الخادم الأسود Book of the Atlantic - ميلين

## أدوارها في ألعاب الفيديو
- كونسبشن: رجاء أنجبي أطفالي - ماهيرو كوناتسوكي
- عشيقة (مؤقتة) - رينو سوزوكاوا

## أدوارها في الدبلجة اليابانية
- ماي ليتل بوني: فرندشيب إز ماجيك - فلاترشاي

## وصلات خارجية
- إميري كاتو على موقع IMDb (الإنجليزية)
- إميري كاتو على موقع ميوزك برينز (الإنجليزية)
- إميري كاتو على موقع ديسكوغز (الإنجليزية)
- إميري كاتو على موقع قاعدة بيانات الفيلم (الإنجليزية)
- إميري كاتو على موقع ANN person (الإنجليزية)